# Odenbach (Glan)
Der Odenbach ist ein 22,7 km langer, rechter Nebenfluss des Glans in den rheinland-pfälzischen Landkreisen Kaiserslautern und Kusel.

## Name
Der namensgleiche Ort Odenbach wurde 841 als Uotenbach erstmals urkundlich genannt. Das Bestimmungswort geht wahrscheinlich auf den althochdeutschen Personennamen *Ōdo (Genitiv Oden-) zurück.

## Geographie

### Verlauf
Der Odenbach entspringt etwa 8 km nördlich von Kaiserslautern im Nordpfälzer Bergland nahe beim Weiler Sonnenhof. Er fließt – vorwiegend in nordnordwestlicher Richtung – durch die Gemeinden Schneckenhausen, Schallodenbach und Niederkirchen im Landkreis Kaiserslautern sowie Hefersweiler, Reipoltskirchen, Ginsweiler und Adenbach im Landkreis Kusel, bevor er nach knapp 23 km Lauf und etwa 180 Höhenmeter unterhalb seiner Quelle im gleichnamigen Ort Odenbach in den Glan mündet.

### Einzugsgebiet
Das Einzugsgebiet des Odenbaches ist 85,956 km² groß und besteht zu 50 % aus Ackerland, zu 25,6 % aus Grünland, zu 20,2 % aus Waldflächen und zu 4,2 % aus Siedlungsbereichen.

### Zuflüsse
Wichtigster Zufluss des Odenbachs ist der Nußbach (auch Hahnenbach), der allein 21 % Anteil am Einzugsgebiet des Odenbachs hat. Die anderen Nebenflüsse haben ein Einzugsgebiet von weniger als 10 km².
Im Folgenden werden die Nebenflüsse des Odenbachs in der Reihenfolge von der Quelle zur Mündung genannt, die von der Wasserwirtschaftsverwaltung Rheinland-Pfalz geführt werden. Angegeben ist jeweils die orographische Lage der Mündung, die Länge, die Größe des Einzugsgebiets, der Mündungsort, die Höhenlage der Mündung und die Gewässerkennzahl.
| Name                        | Lage   | Länge in km | EZG in km² | Mündung                                            | Mündungshöhe in m ü. NHN | GKZ         |
| --------------------------- | ------ | ----------- | ---------- | -------------------------------------------------- | ------------------------ | ----------- |
| Steidelbach                 | links  | 0,7         | 00,415     | westlich von Schneckenhausen                       | 326                      | 25468-1112  |
| Horterbach                  | rechts | 2,2         | 02,205     | am Westrand von Schneckenhausen                    | 319                      | 25468-112   |
| (Bach vom) Gorrhof          | links  | 0,5         | 00,222     | zwischen Schneckenhausen und Schallodenbach        | 314                      | 25468-1192  |
| Kirschgraben                | rechts | 0,8         | 00,535     | zwischen Schneckenhausen und Schallodenbach        | 313                      | 25468-1194  |
| Sellbach                    | rechts | 1,0         | 00,781     | östlich von Schallodenbach                         | 308                      | 25468-12    |
| (Bach von der) Quelle       | links  | 0,4         | 00,198     | östlich von Schallodenbach                         | 304                      | 25468-132   |
| Baierbach                   | rechts | 0,9         | 00,825     | westlich von Schallodenbach                        | 301                      | 25468-134   |
| Faulborn                    | links  | 1,0         | 00,618     | nordwestlich von Schallodenbach                    | 292                      | 25468-136   |
| Neuhöfer Bach               | links  | 0,9         | 00,742     | zwischen Schallodenbach und Niederkirchen-Wörsbach | 290                      | 25468-14    |
| Wörsbach                    | links  | 1,4         | 01,584     | südlich von Wörsbach-Rauschermühle                 | 281                      | 25468-16    |
| Lenzelbach                  | links  | 0,5         | 0          | bei Wörsbach-Rauschermühle                         | 281                      | 25468-1912  |
| Finstergraben               | rechts | 1,7         | 00,349     | nordnordöstlich von Wörsbach-Rauschermühle         | 265                      | 25468-1914  |
| (Bach aus dem) Flachsgarten | links  | 0,1         | 00,410     | südlich von Niederkirchen                          | 261                      | 25468-1916  |
| Käsbach                     | rechts | 0,3         | 00,687     | südlich von Niederkirchen                          | 260                      | 25468-1918  |
| Weilerbach (Bellenmühlbach) | links  | 2,4         | 02,984     | in Niederkirchen                                   | 259                      | 25468-192   |
| Steinbach                   | rechts | 4,2         | 09,879     | in Niederkirchen                                   | 259                      | 25468-2     |
| Farsbach                    | links  | 1,2         | 00,777     | nordwestlich von Niederkirchen                     | 241                      | 25468-31129 |
| Kohlengraben                | rechts | 0,6         | 00,431     | nordöstlich von Niederkirchen-Bügenmühlerhof       | 240                      | 25468-312   |
| Morgraben                   | links  | 0,3         | 00,232     | nordwestlich von Niederkirchen-Bügenmühlerhof      | 240                      | 25468-3192  |
| Moorbach                    | links  | 3,1         | 03,385     | in Niederkirchen-Morbach                           | 236                      | 25468-32    |
| Kallbach                    | rechts | 1,8         | 01,420     | südsüdwestlich von Seelen                          | 233                      | 25468-3??   |
| Mühlgraben                  | links  | 0,5         | 00,214     | südlich von Hefersweiler                           | 225                      | 25468-392   |
| Wambach                     | links  | 1,9         | 01,973     | in Hefersweiler                                    | 224                      | 25468-4     |
| Borngraben                  | rechts | 1,1         | 00,690     | westlich von Hefersweiler-Berzweiler               | 221                      | 25468-512   |
| Zangengraben                | links  | 1,7         | 01,127     | nordöstlich von Hefersweiler-Ahlbornerhof          | 216                      | 25468-52    |
| Emmersbach                  | rechts | 1,0         | 00,665     | südsüdöstlich von Reipoltskirchen-Ingweilerhof     | 211                      | 25468-592   |
| Hirzbach                    | links  | 0,4         | 00,106     | gegenüber von Ingweilerhof                         | 210                      | 25468-594   |
| Nußbach                     | rechts | 7,4         | 018,468    | südöstlich von Reipoltskirchen                     | 199                      | 25468-6     |
| Ausbach                     | links  | 3,0         | 02,636     | in Reipoltskirchen                                 | 199                      | 25468-72    |
| Hahnenbach                  | links  | 1,3         |            | nordwestlich von Reipoltskirchen                   | 187                      |             |
| Schlappenrecher Graben      | rechts |             |            | nordwestlich von Reipoltskirchen                   |                          |             |
| Becherbach                  | rechts | 2,5         | 04,305     | westlich von Ginsweiler                            | 177                      | 25468-8     |
| Olkengraben                 | links  | 0,6         | 00,960     | östlich von Adenbach-Brucherhof                    | 170                      | 25468-91?   |
| Adenbach                    | rechts | 2,6         | 02,451     | am Westrand von Adenbach                           | 166                      | 25468-92    |
| Igelsgraben                 | rechts | 0,3         | 00,425     | in Odenbach                                        | 155                      | 25468-9992  |

Anmerkungen zur Tabelle
1. ↑  In Klammern notwendige Namensergänzungen.
2. ↑  Gewässerkennzahl, in Deutschland die amtliche Fließgewässerkennziffer mit zur besseren Lesbarkeit eingefügtem Trenner hinter dem Präfix, das einheitlich für den allen gemeinsamen Vorfluter Odenbach steht.
3. ↑  Bezeichnung nach dem Flurnamen Kirschgraben
4. ↑  Beim GeoExplorer findet man die Bezeichnung Wickelhöfer Tal.
5. 1 2  Bezeichnung nach der Karte zur Anordnung nach § 36 FlurbG Maßstab 1: 5000 der Flurbereinigungsbehörde
6. ↑  Landschaftsplanung der Verbandsgemeinde Otterberg (Memento vom 26. August 2017 im Internet Archive), April 1997
7. ↑  Beim GeoExplorer findet man die Bezeichnung Amoshof.
8. ↑  LANIS Maßstab 1:8000
9. ↑  Bezeichnung nach dem Flurnamen In der Farsbach.
10. ↑  Beim GeoExplorer findet man die Bezeichnung Ingelwege.
11. ↑  Beim GeoExplorer wird bei der Längenangabe nicht der gesamte intermittierende Teil berücksichtigt, deshalb Eigenmessung der Länge des Baches auf LANIS.
12. ↑  Die Längenangabe beim GeoExplorer ist 0,456 km.
13. ↑  Bezeichnung nach dem Flurnamen im Quellbereich.
14. 1 2  Fehlt beim GeoExplorer, deshalb Eigenmessung der Länge und des Einzugsgebietes auf LANIS.
15. ↑  Fehlt beim GeoExplorer, deshalb Eigenmessung der Länge auf LANIS.

## Umwelt
Der Odenbach zählt zu den feinmaterialreichen, karbonatischen Mittelgebirgsbächen. Seine Gewässerstruktur ist überwiegend deutlich bis stark verändert, in den Ortslagen sogar sehr stark bis vollständig. Die Gewässergüte wird im Oberlauf mit stark verschmutzt (Güteklasse III) angegeben. Ab der Einmündung des Bachs vom Neuhof bis Hefersweiler wird der Bach als gering belastet (Güteklasse I–II), im Unterlauf mit mäßig belastet (Güteklasse II) angegeben (Stand 2005). Am Bach liegen sieben kommunale Kläranlagen.

## Verkehrswege
Im Odenbachtal verläuft die Landesstraße 382.

## Freizeit und Erholung
Durch das Odenbachtal führt der gleichnamige 31,5 km lange Radweg. Er verläuft von Otterberg über Niederkirchen bis nach Odenbach.

## Sehenswürdigkeiten
Als bedeutendste Sehenswürdigkeiten im Odenbachtal gelten zwei Wasserburgen:

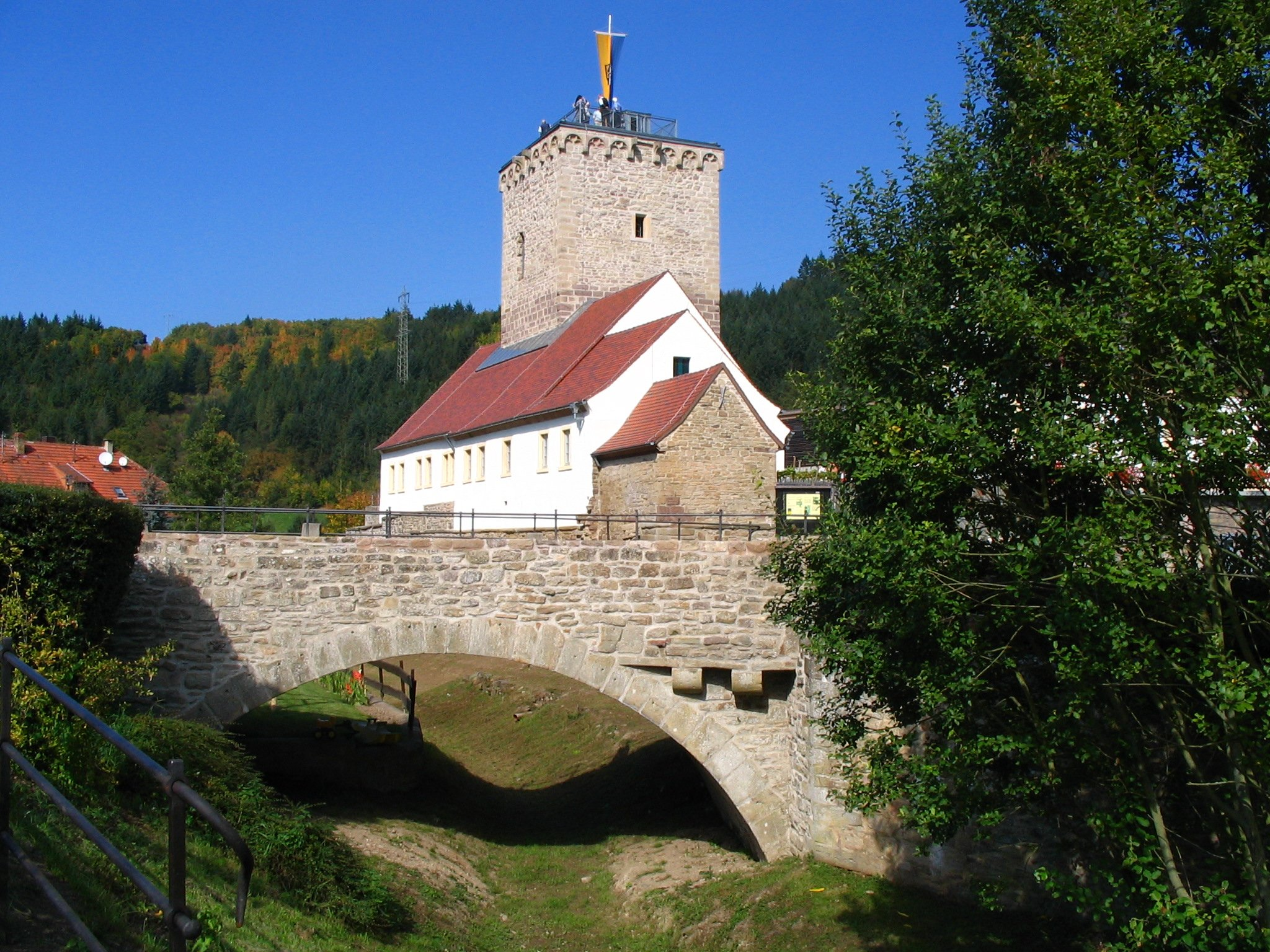

- Die Wasserburg Reipoltskirchen, im 12. Jahrhundert errichtet, liegt auf einem Felssporn oberhalb des Odenbachs. Sie war Sitz der Herren von Hohenfels-Reipoltskirchen und wurde 1276 erstmals erwähnt. Die Anlage ist in wesentlichen Teilen erhalten und restauriert. Genutzt wird sie von der Gemeinde Reipoltskirchen u. a. als Standesamt, der Bergfried dient dem Tourismus als Aussichtsturm.

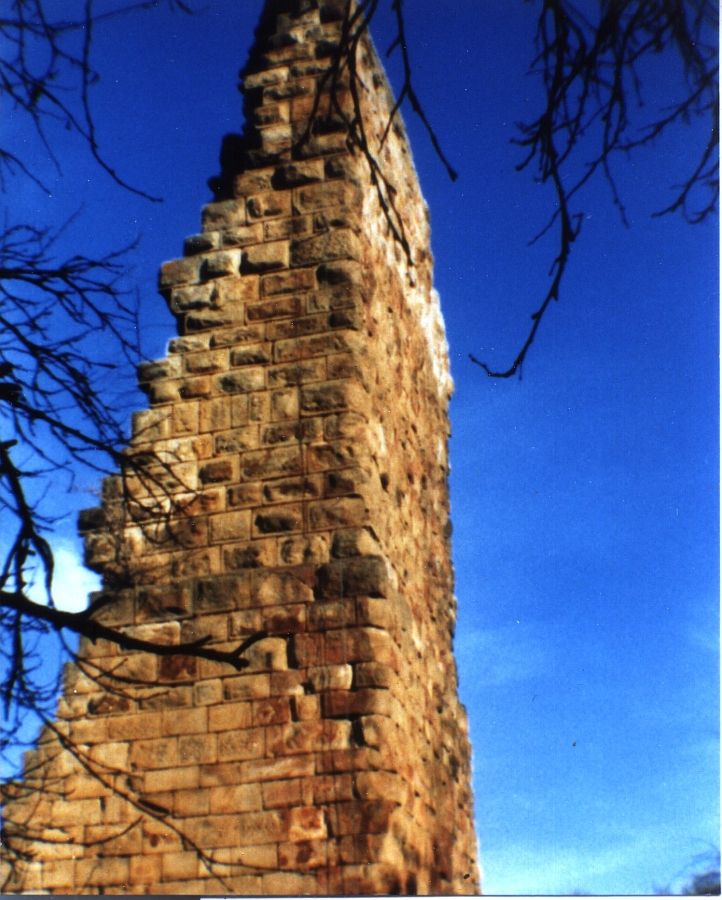

- Die Wasserburg Odenbach an der Mündung des Bachs in den Glan wurde in der zweiten Hälfte des 12. Jahrhunderts durch die Grafen von Veldenz erbaut und 1683 durch Truppen des französischen Königs Ludwig XIV. gesprengt. Die Ruine weist einen sanierten Rest des Bergfrieds auf, der aus eindrucksvollen Buckelquadern besteht und als Weiherturm zum Wahrzeichen der Gemeinde Odenbach geworden ist.